# Hiroo (metropolitana di Tokyo)
La Stazione di Hiroo (広尾駅?, Hiroo-eki) è una stazione della Metropolitana di Tokyo, si trova a Minato. La stazione è servita sia dalla linea Hibiya della Tokyo Metro.

## Struttura
La stazione è costituita da due marciapiedi laterali con due binari centrali.
| 1 | Linea Hibiya | per Ebisu, Naka-Meguro e, via linea Tōkyū Tōyoko Hiyoshi e Kikuna                  |
| 2 | Linea Hibiya | per Roppongi, Ginza, Ueno, Kita-Senju e, via linea Tōbu Isesaki, Tōbu Dōbutsu Kōen |

## Stazioni adiacenti
| «            | Servizio     | »            |
| Linea Hibiya | Linea Hibiya | Linea Hibiya |
| ------------ | ------------ | ------------ |
| Ebisu        | -            | Roppongi     |